# Steven Pinker

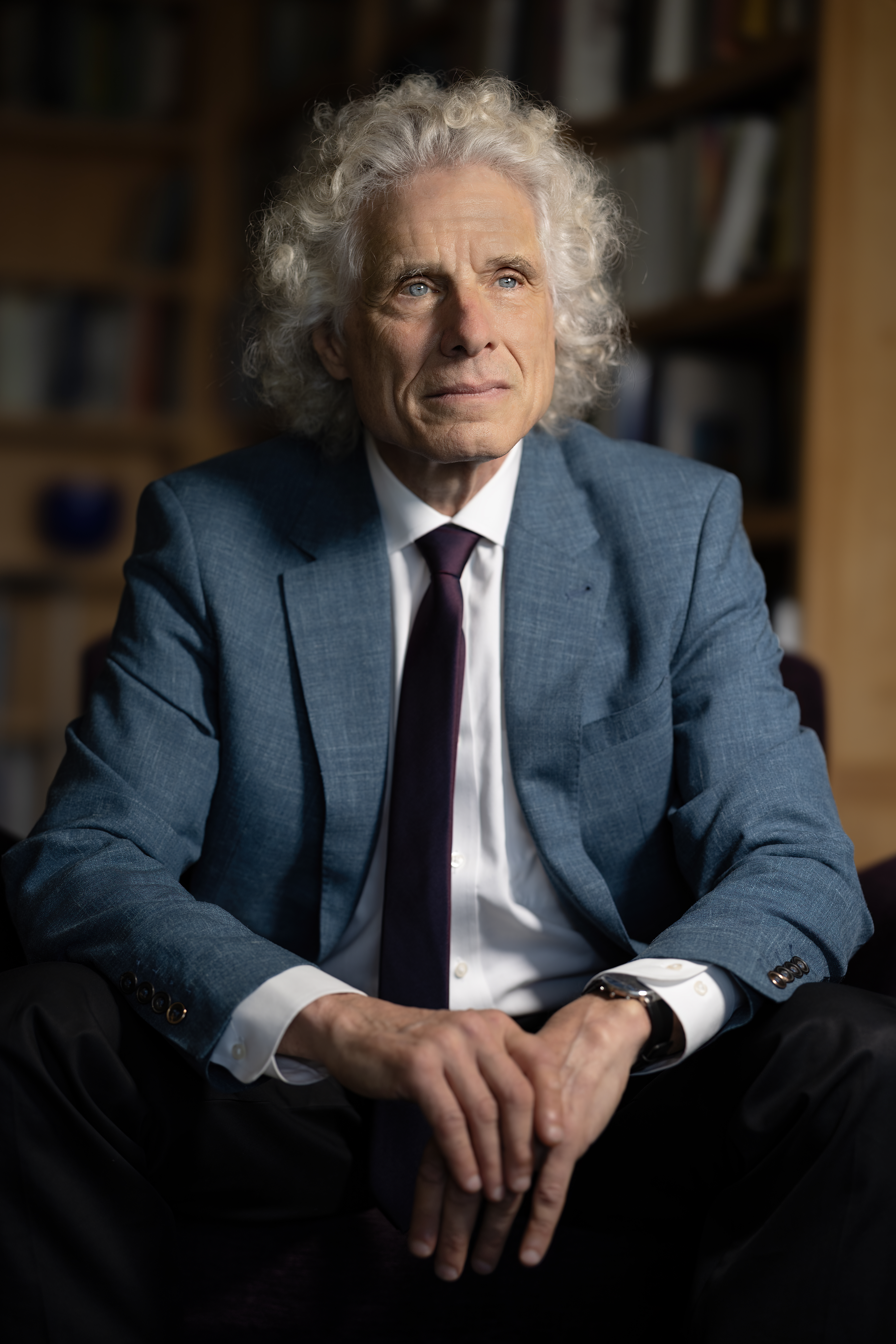
Steven Pinker (2023)

Steven Arthur Pinker (* 18. September 1954 in Montreal) ist ein US-amerikanisch-kanadischer Experimentalpsychologe, Kognitionswissenschaftler, Linguist und populärwissenschaftlicher Autor.
Als Professor am Harvard College hat er die Johnstone-Family-Professur des Fachbereiches Psychologie der Harvard-Universität inne. Er ist ein Vertreter der Konzepte der evolutionären Psychologie und des psychologischen Nativismus.
Steven Pinkers frühe Arbeiten behandelten visuelle Kognition und Psycholinguistik; seine experimentellen Studien dazu betreffen mentale Vorstellung, Formerkennung, visuelle Aufmerksamkeit, Sprachentwicklung von Kindern, reguläre und irreguläre Phänomene der Sprache, die neuronale Grundlage von Wörtern und Grammatik, außerdem die Psychologie von Euphemismen und Anspielungen.
Er veröffentlichte zwei Bücher, in denen er eine allgemeine Theorie des Spracherwerbs vorschlägt und sie auf das Lernen von Verben durch Kinder anwendet. In seinen populärwissenschaftlichen Schriften vertritt er die Ansicht, dass Sprache ein Instinkt oder eine biologische Adaption sei, die durch die natürliche Selektion geformt wurde.
Jüngere Arbeiten Pinkers behandeln allgemeine Themen; siehe unten.

## Biografie

### Herkunft und Laufbahn
Pinker stammt aus einer jüdischen Mittelschicht-Familie im englischsprachigen Teil von Montreal, Kanada. Seine Eltern waren Roslyn und Harry Pinker. Er absolvierte das Dawson-College 1971. Anschließend studierte er experimentelle Psychologie an der McGill-Universität, schloss mit einem Bachelor of Arts ab und ging 1976 nach Cambridge (Massachusetts), wo er 1979 seinen PhD (Doctor of philosophy) im Fach Experimentalpsychologie von der Harvard-Universität erhielt. Nach einem einjährigen Forschungsaufenthalt am MIT wurde er Assistenzprofessor in Stanford, Kalifornien (1981/82). Von 1982 bis 2003 war er Professor im Fachbereich Hirn- und Kognitionswissenschaften des MIT und kehrte danach nach Harvard zurück. Dort erhielt er die Johnstone-Family-Professur im Fachbereich Psychologie; von 2008 bis 2013 trug er ebenfalls den Titel Harvard-College-Professor zur Anerkennung seines Einsatzes in der Lehre. 1995/96 verbrachte er ein Sabbatical an der Universität von Kalifornien in Santa Barbara.
Pinker wurde 2004 vom Time-Magazin als einer der 100 weltweit einflussreichsten Wissenschaftler und Denker bezeichnet; außerdem von Prospect und Foreign Policy 2005 bzw. 2006 in deren Listen nach Umfragen der 100 wichtigsten öffentlichen Intellektuellen aufgenommen.
Für seine Forschungsarbeit auf dem Gebiet der kognitiven Psychologie wurde er mit dem Early Career Award (1984) und dem Boyd McCandless Award (1986) der American Psychological Association ausgezeichnet. 1993 erhielt er den Troland Research Award der United States National Academy of Sciences, 2004 den Henry-Dale-Preis von der Royal Institution of Great Britain, 2006 den Humanist of the Year Award der American Humanist Association für seinen Beitrag zum Verständnis der menschlichen Evolution, 2010 den George Miller-Preis der Cognitive Neuroscience Society und 2018 den Human Roots Award. Im Jahr 2004 wurde Steven Pinker mit dem Eleanor Maccoby Book Award in Developmental Psychology ausgezeichnet. Für 2022 wurde ihm der BBVA Foundation Frontiers of Knowledge Awards zugesprochen.
Außerdem wurde Steven Pinker von den Universitäten Newcastle und Surrey in England, Tel Aviv in Israel, McGill in Montreal, Kanada, und Tromsø in Norwegen mit der Ehrendoktorwürde ausgezeichnet. Er war zweimal Finalist für den Pulitzer-Preis (1998 und 2003).
Im Januar 2005 verteidigte Pinker Lawrence Summers, den Präsidenten der Harvard-Universität, dessen Kommentare zur Geschlechterkluft in Mathematik und Naturwissenschaften mehrere Mitglieder der Fakultät verärgert hatten. Pinker stellte fest, dass Summers Anmerkungen, richtig verstanden, Hypothesen zu überlappenden statistischen Verteilungen männlicher und weiblicher Talente und Geschmäcker waren; und dass in einer Universität solche Hypothesen Gegenstand von empirischen Tests und nicht von Glaubenssätzen und Empörung sein sollten.
Pinker war für die Redaktionen von Fachzeitschriften wie Cognition, Daedalus und PLoS ONE im Beirat von Einrichtungen für die naturwissenschaftliche Forschung (z. B. das Allen Institute for Brain Science), für die Freie Rede (z. B. die Foundation for Individual Rights in Education), für die Popularisierung der Naturwissenschaften (z. B. das World Science Festival und das Committee for Skeptical Inquiry), für den Frieden (z. B. für die Stiftung Friedensforschung) und den säkularen Humanismus tätig (z. B. Freedom from Religion Foundation and the Secular Coalition for America). Seit 2008 hat er den Vorsitz für den Nutzungsausschuss des American Heritage Dictionary inne und schrieb den Text für die Nutzung der fünften Ausgabe des Wörterbuches, das 2011 veröffentlicht wurde. Seit 2019 sitzt er im Beirat der deutschen Kleinpartei Partei der Humanisten.
Pinker hat außerdem in der American Association for the Advancement of Science, der National Science Foundation, der American Academy of Arts and Sciences, der American Psychological Association und der Linguistic Society of America mitgewirkt. 2016 wurde er in die National Academy of Sciences gewählt.

### Privatleben und Familie
Pinker lebt mit seiner Frau, der Autorin und Philosophin Rebecca Goldstein, in Boston und Truro, Massachusetts.
Sein Vater, ein Rechtsanwalt, war ursprünglich als Vertreter tätig, während seine Mutter zunächst Hausfrau war und dann als Beratungslehrerin und Konrektorin einer Schule arbeitete. Er hat zwei jüngere Geschwister. Sein Bruder ist ein politischer Analyst für die kanadische Bundesregierung. Seine Schwester, Susan Pinker ist Psychologin und populärwissenschaftliche Schriftstellerin (Das Geschlechterparadox).
Pinker war von 1980 bis 1992 mit der Psychologin Nancy Etcoff und von 1995 bis 2006 mit der Psychologin Ilavenil Subbiah verheiratet. Seit 2007 ist er mit Rebecca Goldstein verheiratet. Er hat zwei Stieftöchter: die Schriftstellerin Yael Goldstein Love und die Dichterin Danielle Blau.
Zu seinem religiösen Bekenntnis meinte Pinker: „Ich war nie religiös im theologischen Sinn […]. Ich bin nie meiner Bekehrung zum Atheismus im Alter von 13 entwachsen, aber zu verschiedenen Zeiten war ich ein ernsthafter säkularer Jude.“ Für den Guardian stellte Pinker seine Liste der kulturellen Höhepunkte zusammen, zu diesen gehören für ihn die Fotografie (insbesondere die Astrofotografie), die Ilias von Homer und die wissenschaftlichen Arbeiten von David Deutsch und von Max Roser.
Als Teenager hielt er sich für einen Anarchisten, bis er Zeuge der Unruhen des Murray-Hill-Aufruhrs (Polizeistreik 1969 in Montreal) wurde.
Pinker nennt sich selbst einen Anhänger des Individualfeminismus, den er in Das unbeschriebene Blatt als „eine moralische Lehre über die Gleichbehandlung definiert, die keine Festlegungen macht in Bezug auf offene empirische Fragen in der Psychologie oder Biologie“.
Er hat das Ergebnis eines Tests zu seiner politischen Orientierung veröffentlicht, das ihn als weder links noch rechts, mehr liberal als autoritär charakterisierte.

## Arbeit

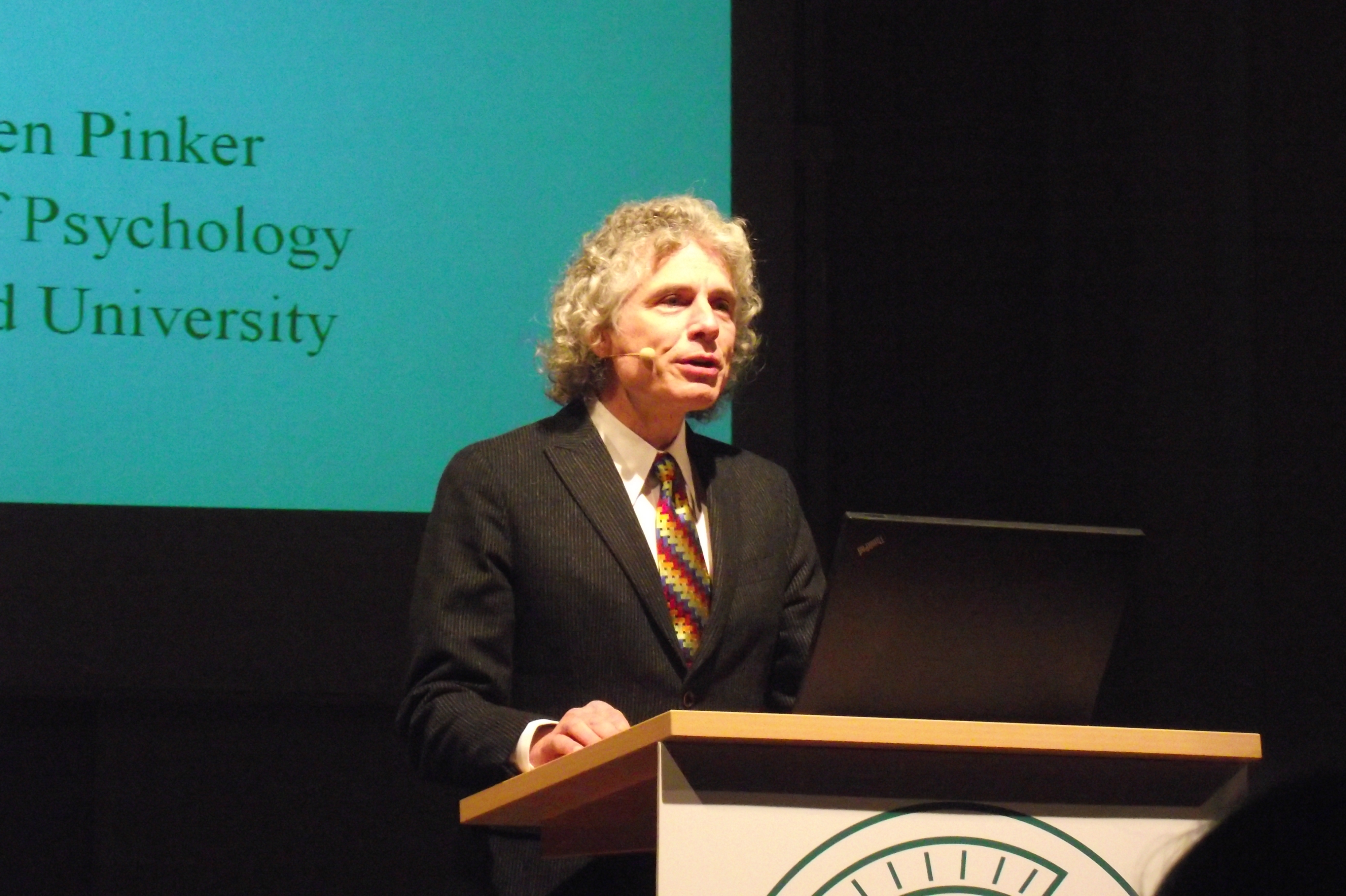
Pinker beim Göttinger Literaturherbst (2010)

Pinker hat über 150 Reviewed Papers und Buchkapitel veröffentlicht. Zwischen 1994 und 2021 veröffentlichte er acht Bücher für ein allgemeines Publikum: Der Sprachinstinkt (1994), Wie das Denken im Kopf entsteht (1997), Wörter und Regeln (2000), Das unbeschriebene Blatt (2002), Der Stoff, aus dem das Denken ist (2007), Gewalt: Eine Neue Geschichte der Menschheit (2011), Aufklärung jetzt: Für Vernunft, Wissenschaft, Humanismus und Fortschritt. Eine Verteidigung (2018) und Mehr Rationalität. Eine Anleitung zum besseren Gebrauch des Verstandes (2021). Seine Bücher wurden in insgesamt über 20 Sprachen übersetzt. Auch schreibt er regelmäßig für Magazine und Zeitungen, beispielsweise New York Times, Time, Newsweek, Forbes Magazine und The New Republic.
Pinker prägte den Begriff der „Euphemismus-Tretmühle“.
Pinkers Forschungsinteressen sind alle Aspekte von Sprache und Geist, die mentale Vorstellung und die Sprache. Pinkers Arbeit zur mentalen Vorstellung, begonnen in Zusammenarbeit mit seinem Doktorvater Stephen Kosslyn, zeigte, dass geistige Bilder Szenen und Objekte repräsentieren, wie sie aus einem bestimmten Blickwinkel (eher als die Erfassung ihrer intrinsischen dreidimensionalen Struktur) erscheinen. Damit entsprechen sie der Theorie der „zwei-und-ein-halb-dimensionale Skizzen“ des Neurowissenschaftlers David Marr. Im Gegensatz zu Marrs Theorie zeigte Pinker, dass die bildliche Erkennung gesichtspunktunabhängige Repräsentationen einsetzt, dass diese Ebene der Darstellung im Rahmen der visuellen Aufmerksamkeit genutzt wird, außerdem zur Objekterkennung (zumindest für asymmetrische Formen).
Er schrieb ein Buch über den Spracherwerb von Kindern und ein weiteres über den Gebrauch von Verben. Er beschäftigte sich zwei Jahrzehnte lang mit dem Unterschied zwischen intransitiven und transitiven Verben. Zudem untersuchte er die Sprachentwicklung bei Zwillingen und Sprachprozesse mittels sogenannten Neuroimagings. Bekannt wurde er durch seine umstrittene Theorie vom angeborenen Sprachinstinkt, vor allem im Buch Der Sprachinstinkt. Später beschäftigte Pinker sich mit Erinnerung und Anspielungen.
In der Psycholinguistik wurde Pinker früh bekannt für die Förderung der Computational-Lerntheorie als einer Möglichkeit, den Spracherwerb bei Kindern zu verstehen. Er schrieb ein Übersichts-Tutorial zu diesem Forschungsfeld, gefolgt von zwei Büchern, die seine eigene Theorie des Spracherwerbs fortführten, und verfasste eine Reihe von Experimentalanweisungen zum Erwerb von Passiv-, Dativ- und Lokativkonstruktionen bei Kindern. Mit anderen Wissenschaftlern entwickelte er auch ein Modell des mentalen Lexikons, das zwischen der Anwendung allgemeiner Regeln und individueller Wortspeicherung unterscheidet, und das auch die Morphologie der deutschen Sprache diskutiert.
Im Jahr 1989 veröffentlichten Pinker und Alan Prince eine einflussreiche Kritik zum konnektionistischen Modell des Erwerbs der Vergangenheitsform (ein Lehrbuchproblem beim Spracherwerb), gefolgt von einer Reihe von Studien, wie Menschen die Vergangenheitsform erwerben und nutzen. Dies beinhaltete eine Monographie über Regularisierung von unregelmäßigen Verben bei Kindern, und das populärwissenschaftliche Buch Wörter und Regeln (1999), in dem er argumentiert, dass regelmäßige und unregelmäßige Verbphänomene Produkte von Rechentätigkeit bzw. Speicheraufruf sind und dass die Sprache als eine Wechselwirkung zwischen den beiden zu verstehen sei.
In seinem Buch Gewalt: Eine neue Geschichte der Menschheit nimmt Pinker Stellung zur Erforschung des Kriminalitätsrückgangs und führt die Arbeiten von Manuel Eisner und Max Roser weiter in die Vergangenheit fort. Eisner veröffentlichte 2003 eine Studie, dass die Gewalt in Europa seit dem Mittelalter massiv abnahm. Pinker ergänzt dies ins Altertum und bis zu Jäger-und-Sammler-Kulturen, wo er einen nochmals höheren Gewaltlevel als im Mittelalter ausmacht.

## Rezeption

### Wissenschaft
Pinker ist ein Vertreter des Nativismus, des Computationalismus und des Prinzips der geistigen Modularität. Seine grundlegenden Thesen sind in mehreren Büchern wie etwa Wie das Denken im Kopf entsteht, Das unbeschriebene Blatt, Der Sprachinstinkt und Wörter und Regeln dargestellt.
Der Linguist Geoffrey Sampson kritisiert Pinkers Nativismus, den dieser als einzige Alternative zum sozialkonstruktivistischen Paradigma sehe, das nach seiner Auffassung das intellektuelle Leben der westlichen Welt seit den 1920er Jahren dominiert habe und insbesondere von Forschern wie B. F. Skinner, John B. Watson und Margaret Mead vertreten werde. Sampson bezeichnet Pinkers Behauptungen über die Dominanz dieses Paradigmas als komplett unhaltbar und sieht Pinkers Nativismus als extremen Gegenentwurf zu einem Modell, das es so nie gegeben habe. So gingen Bildungsreformen der 1960er und 1970er Jahre von angeborenen Begabungen von Kindern anstatt einer Tabula rasa aus, was der behaupteten Dominanz des sozialkonstruktivistischen Modells seit den 1920ern widerspreche. Außerdem könne man laut Sampson nicht Skinner, Watson und Mead für den Ton des intellektuellen Lebens seit den 1920er Jahren verantwortlich machen. John Dupré bemängelt, dass Pinker ein überzeichnetes Bild eines extremen Environmentalismus entwerfe und diesem Strohmann sein eigenes Forschungsprogramm entgegenstelle. Laut Dupré, der einen interaktionistischen Ansatz und die Berücksichtigung von biologischen, kulturellen und Umweltfaktoren befürwortet, entwirft Pinker eine grob vereinfachte Zweiteilung zwischen Befürwortern der Tabula rasa und Befürwortern des biologischen Determinismus.
Der britische Kulturhistoriker Richard Webster hielt hingegen die Argumentation von Der Sprachinstinkt für schlüssig dahingehend, dass das menschliche Sprachvermögen Teil der evolutionär entstandenen genetischen Ausstattung des Menschen sei. Pinkers Angriff gegen das Standardmodell des kulturellen Determinismus sei geglückt. Webster akzeptiert auch Pinkers Kritik an den Sozialwissenschaften des 20. Jahrhunderts, die die genetische Beeinflussung der menschlichen Natur aus weltanschaulichen Gründen geleugnet hätten.
Der Psycholinguist Jeffrey Elman präsentiert verschiedene Forschungsergebnisse zur neuronalen Plastizität als Gegenargument zu der von Pinker vertretenen nativistischen Ansicht, dass das Gehirn überwiegend aus angeborenen, spezialisierten kognitiven Modulen bestünde. Der Anthropologe Melvin Konner hingegen meint, Pinker schließe korrekterweise, dass das menschliche Gehirn kein allgemeiner informationsverarbeitender Prozessor, kein symmetrisch wiederholender Iterator oder eine umfassende Lernmaschine sein könne. Die Mechanismen der Evolutionsbiologie lassen vielmehr anwendungsspezifische, funktional beschränkende neurale Organe und Schaltungen erwarten. Es sei zu erwarten, dass die Natur spezielle Module gestaltet habe, die es zum Beispiel ermöglichen, Betrug in Beziehungen zu erfassen, Wut gegen sexuelle Rivalen hervorzurufen, einen tödlichen Biss präzise in den Hals der Beute auszuführen, einen Satz grammatisch zu verstehen und es einem Säugling erleichtern, die milchgefüllte Brust zu finden.
Jaak Panksepp kritisiert die von Evolutionspsychologen und von Pinker vertretene Sicht, dass die Informationsverarbeitung des menschlichen Gehirns wie die Datenverarbeitung von Computern funktioniere. In seinem Buch How the mind works stellt Pinker seine komputationale Theorie des Verstandes anhand eines Beispiels vor. Er beschreibt ein Telefongespräch, bei dem Informationen vom Sprecher zum Empfänger übertragen werden und gleich bleiben, obwohl sie zwischenzeitlich verschiedene physische Formen annehmen – z. B. Druckschwankungen, elektrische Signale in den Telefonleitungen und neuronale Aktivität im Gehirn des Empfängers. Laut Pinker könne man ebenso gut ein Programm auf einem Computer ablaufen lassen, der aus Elektronenröhren und elektromagnetischen Schaltern aufgebaut ist. Panksepp kritisiert diese Sichtweise als unzulänglich. Pinker ignoriere die Tatsache, dass das menschliche Gehirn in dem Beispiel aus Sinneseindrücken Bedeutung hergestellt hat und dass es aus ankommenden Abbildungen der Umwelt Wissen selbst synthetisiert. In dem Buch The mind doesn't work that way – eine direkte Replik auf Pinkers How the mind works – weist Jerry Fodor darauf hin, dass Forschungsergebnisse deutlich gezeigt hätten, dass der Mensch höhere kognitive Fähigkeiten besitze, die sich durch komputationale Modelle nicht erklären lassen. Fodor, der als Mitbegründer des Feldes des Komputationalismus gilt, äußert Verwunderung über Pinkers Glauben in die Erklärungskraft komputationaler Theorien.
Wegen unzureichender Daten, auf die Pinker viele Aussagen in Gewalt: Eine neue Geschichte der Menschheit stützt, wurde er kritisiert. In diesem Buch, sowie in Aufklärung jetzt: Für Vernunft, Wissenschaft, Humanismus und Fortschritt. Eine Verteidigung (2018), und in Vorträgen verbreitete Pinker wissenschaftliche Erkenntnisse um einen Kriminalitäts- beziehungsweise Gewaltrückgang in der Öffentlichkeit. Die polnische Linguistin Anna Wierzbicka kritisiert Pinkers Buch Gewalt: Eine neue Geschichte der Menschheit mit dem Einwand, er setze unreflektiert voraus, dass der Bedeutungsgehalt des englischen Wortes „violence“ derselbe sei wie der Bedeutungsgehalt der in anderen Sprachen für „Gewalt“ gebrauchten Wörter. Sie führt Beispiele dafür an, dass die US-amerikanische Vorstellung von Gewalt keineswegs universell sei.

### Medien
Pinkers populärwissenschaftliche Arbeiten erfahren in den internationalen und deutschsprachigen Medien erhebliche Aufmerksamkeit. So bezeichnet ihn etwa die britische BBC als „wissenschaftlichen Superstar“, und Der Spiegel stellt Pinker als „weltbekannte[n] Evolutionspsychologe[n]“ vor, der „durch seine Forschungen über Sprache, Bewusstsein und Geist hohes Ansehen erworben“ habe.
Pinkers Bücher sind häufig Bestseller im Sachbuchsegment und werden auch weit jenseits wissenschaftlicher Debatten rezipiert, wie etwa seine regelmäßigen Auftritte in der populären Fernsehsendung Colbert Report illustrieren. Zugleich finden sich in der öffentlichen Wahrnehmung kritische Stimmen, die akademische Vorwürfe von vereinfachendem Reduktionismus und Szientismus rezipieren. So beschreibt etwa der New-York-Times-Kolumnist Ross Douthat Pinkers Positionen als „vermessen selbstsicher, intellektuell vereinfachend und desinteressiert an den Möglichkeiten rationalen Widerspruchs zwischen Menschen.“

## Schriften (Auswahl)
- Language Learnability and Language Development. Harvard University Press, 1984, ISBN 0-674-51053-4.
- Learnability and Cognition: The Acquisition of Argument Structure. MIT Press/Bradford Books, Cambridge, Mass., 1989, ISBN 0-262-66073-3.
- The Language Instinct: How the Mind Creates Language. Perennial, New York 1995, ISBN 0-06-097651-9.
  - Übers. Martina Wiese: Der Sprachinstinkt. Wie der Geist die Sprache bildet. Kindler, München 1996, ISBN 3-463-40267-X.
- How the Mind Works. W. W. Norton & Company, New York/London 1997, ISBN 0-393-31848-6.
  - Übers. Sebastian Vogel: Wie das Denken im Kopf entsteht. Kindler, München 2002, ISBN 3-463-40341-2.
- Words and Rules: The Ingredients of Language. Perennial, New York 1999, ISBN 0-06-095840-5.
  - Übers. Martina Wiese: Wörter und Regeln. Die Natur der Sprache. Spektrum, Heidelberg 2000, ISBN 3-8274-0297-2.
- The Blank Slate. The Modern Denial of Human Nature. Penguin Putnam, 2002, ISBN 0-670-03151-8.
  - Übers. Hainer Kober: Das unbeschriebene Blatt. Die moderne Leugnung der menschlichen Natur. Berlin Verlag, 2003, ISBN 3-8270-0509-4.
- The Stuff of Thought: Language as a Window into Human Nature. Penguin, 2008, ISBN 0-14-311424-7.
  - Übers. Martina Wiese: Der Stoff, aus dem das Denken ist. Was die Sprache über unsere Natur verrät. S. Fischer, Frankfurt 2014, ISBN 978-3-10-061605-0.
- The Better Angels of Our Nature: Why Violence Has Declined. Viking Adult, 2011, ISBN 0-670-02295-0.
  - Übers. Sebastian Vogel: Gewalt: Eine neue Geschichte der Menschheit. Fischer, Frankfurt am Main 2011, ISBN 978-3-10-061604-3.
- Enlightenment Now: The Case for Reason, Science, Humanism, and Progress. Allen Lane, London 2018.
  - Übers. Martina Wiese: Aufklärung jetzt: Für Vernunft, Wissenschaft, Humanismus und Fortschritt. Eine Verteidigung. Fischer, Frankfurt am Main 2018, ISBN 978-3-10-002205-9.
- Rationality: What It Is, Why It Seems Scarce, Why It Matters. Allen Lane, 2021.
  - Übers. Martina Wiese: Mehr Rationalität. Eine Anleitung zum bessern Gebrauch des Verstandes. Fischer, Frankfurt am Main 2021, ISBN 978-3-10-397115-6.

### Artikel und Aufsätze
- Rules of Language. In: Science. 253. Jahrgang, Nr. 5019, 1991, S. 530–535, doi:10.1126/science.1857983.
- A neural dissociation within language: Evidence that the mental dictionary is part of declarative memory, and that grammatical rules are processed by the procedural system. In: Journal of Cognitive Neuroscience. 9. Jahrgang, 1997, S. 289–299.
- S. Pinker: Language as an adaptation to the cognitive niche. In: M. Christiansen, S. Kirby (Hrsg.): Language evolution: States of the Art. Oxford University Press, New York.
- So How Does the Mind Work? In: Mind and Language. 20. Jahrgang, Nr. 1, 2005, S. 1–24, doi:10.1111/j.0268-1064.2005.00274.x.
- The nature of the language faculty and its implications for evolution of language (Reply to Fitch, Hauser, and Chomsky). In: Cognition. 97. Jahrgang, Nr. 2, 2005, S. 211–225, doi:10.1016/j.cognition.2005.04.006.
- S. Pinker: In Defense of Dangerous Ideas. (Memento vom 19. Mai 2015 im Internet Archive) Bei: Chicago Sun-Times. 15. Juli 2007.
- S. Pinker: The False Allure of Group Selection. Bei: Edge.org. 19. Juni 2012
- Eine Auswahl von Pinkers Artikeln von der Harvard-Universität (Memento vom 18. Mai 2015 im Internet Archive)
- S. Pinker: Science Is Not Your Enemy. An Impassioned Plea to Neglected Novelists, Embattled Professors, and Tenure-less historians.The New Republic, 6. August 2013